# František Karkó
František Karkó (27. února 1944 Kravany nad Dunajom – 3. května 2022) byl slovenský fotbalista, útočník, reprezentant Československa.

## Fotbalová kariéra
V československé reprezentaci odehrál v roce 1971 dvě utkání a dal 2 góly. S fotbalem začínal ve svém rodišti, od roku 1962 hrál za Spartak Komárno (zde byl jeho prvním trenérem Jozef Vrečič), na vojně za Duklu Brno, potom Spartak ZJŠ Brno, v roce 1966 odešel do Martina a v roce 1968 do TŽ Třinec. V československé lize dal 15 gólů. V roce 1973 se vrátil do Martina, kde končil kariéru v roce 1980.

## Ligová bilance
| Ročník                                     | Zápasy | Góly | Klub             |
| ------------------------------------------ | ------ | ---- | ---------------- |
| 1. československá fotbalová liga 1970/1971 | 27     | 8    | TŽ Třinec        |
| 1. československá fotbalová liga 1971/1972 | 20     | 5    | TŽ Třinec        |
| 1. československá fotbalová liga 1972/1973 | 11     | 2    | TŽ Třinec        |
| 2. československá fotbalová liga 1974/1975 | -      | -    | Strojárne Martin |
| CELKEM 1. liga                             | 58     | 15   |                  |

## Trenérská kariéra
V roce 1988 dokončil studium FTVŠ v Bratislavě se specializací trenér fotbalu a věnuje se trenérské práci. Trénoval Strojárne Martin, Bardejov, Ružomberok, Třinec, Turčianske Teplice, Michalovce a Žiar nad Hronom.